# 김민교 (가수)
김민교(1967년 2월 16일 ~ )은 대한민국의 가수이다.

## 생애
김민교는 1989년 MBC 강변가요제에서 록 음악 건국대학교 옥슨89(Oxen89)의 보컬리스트로 참가하여 《청개구리》라는 곡으로 금상 수상하여 첫 데뷔하였다.
이후 도레미 레코드사에서 1990년 옥슨89 멤버 그대로 청개구리로 팀명 변경 후 앨범 발표하고 1994년 솔로 앨범 발표하였다.
2006년 초 위암을 진단받고 투병과 위 절제술을 하면서도 무대에 대한 열정을 굽히지 않고 아픈 몸을 이끌고 MBC 시트콤 ‘안녕, 프란체스카’와 ‘가요톱텐’ 등의 활동을 모두 소화해냈다.
2022년에는 이병철과 함께 성인가요 그룹 원 플러스 원을 결성하여 《휴게소》라는 곡으로 활동하고 있다.

## 학력
- 서울무학초등학교 졸업
- 한양중학교 졸업
- 성동고등학교 졸업
- 건국대학교 체육교육학과 졸업

## 데뷔
- 1990년 1집 앨범 "청개구리"

## 앨범
- 1990년 《청개구리》
- 1994년 마지막 승부 OST
- 1994년 1집 《그 누굴 운명처럼》
- 1994년 《Moment In Love》
- 2002년 컴필레이션 앨범 《하루(河淚)》
- 2005년 《Good Time》
- 2013년 《자꾸자꾸》
- 2017년 《사랑은 의리》
- 2019년 《옆집》
- 2022년 《평택에서》
- 2022년 《휴게소》(원 플러스 원)

## 방송 출연

### 음악방송
- 2004년 4월 12일 KBS 《가요무대》
- 2004년 4월 25일 KBS 《전국노래자랑》
- 2004년 5월 24일 KBS 《가요무대》
- 2005년 5월 28일 MBC 《가요콘서트》
- 2005년 7월 17일 KBS 《도전 주부가요스타》
- 2005년 1월 17일 KBS 《가요무대》
- 2005년 1월 31일 SBS 《낭만콘서트》
- 2005년 3월 26일 KBS 《콘서트7080》
- 2005년 4월 4일 KBS 《가요무대 921회》
- 2005년 6월 18일 KBS 《도전 주부가요스타》
- 2005년 8월 14일 KBS 《전국노래자랑》
- 2005년 9월 2일 KBS 《윤도현의 러브레터》
- 2005년 9월 2일 MBC 《가요콘서트》
- 2005년 10월 30일 KBS 《열린음악회》
- 2006년 2월 5일 KBS 《전국노래자랑》
- 2006년 3월 26일 MBC 《쇼 음악중심》
- 2006년 4월 2일 SBS 《도전 1000곡》
- 2006년 5월 28일 KBS 《전국노래자랑》
- 2006년 7월 2일 KBS 《열린음악회》
- 2006년 12월 16일 KBS 《도전 주부가요스타》
- 2006년 12월 18일 KBS 《가요무대 1006회》
- 2006년 12월 22일 MBC 《가요 큰잔치》
- 2007년 4월 8일 KBS 《전국노래자랑》
- 2007년 6월 29일 MBC 《가요 큰잔치》
- 2007년 7월 2일 KBS 《가요무대 1030회》
- 2007년 12월 10일 KBS 《가요무대 1052회》
- 2008년 3월 2일 SBS 《도전 1000곡》
- 2008년 8월 18일 KBS 《가요무대 1086회》
- 2009년 6월 2일 KBS 《윤도현의 러브레터》
- 2009년 8월 3일 KBS 《가요무대 1135회》
- 2009년 9월 2일 KBS 《전국노래자랑》
- 2011년 8월 28일 SBS 《도전 1000곡》
- 2012년 4월 15일 KBS 《전국노래자랑》
- 2013년 7월 7일 KBS 《전국노래자랑》
- 2013년 7월 21일 SBS 《도전 1000곡》
- 2013년 10월 20일 KBS 《전국노래자랑》
- 2015년 2월 22일 KBS 《콘서트7080》
- 2018년 4월 13일 KBS 《우리가요 한마당》
- 2019년 6월 17일 KBS 《가요무대 1616회》

### 예능
- 1994년 5월 27일 KBS 《퀴즈탐험 신비의 세계》
- 2004년 9월 12일 KBS 《퀴즈탐험 신비의 세계》
- 2005년 5월 7일 KBS 《가족오락관》
- 2005년 6월 5일 KBS 《스타 골든벨》
- 2005년 6월 11일 KBS 《스펀지》
- 2005년 7월 17일 KBS 《체험 삶의 현장》
- 2005년 8월 6일 KBS 《위기탈출 넘버원》
- 2005년 8월 13일 KBS 《스펀지》
- 2005년 8월 28일 KBS 《가족오락관》
- 2005년 9월 3일 MBC 《맛있는 TV》
- 2005년 10월 2일 KBS 《스타 골든벨》
- 2005년 10월 8일 KBS 《위기탈출 넘버원》
- 2005년 11월 6일 KBS 《비타민》
- 2005년 12월 25일 MBC 《일요일 일요일 밤에》
- 2006년 1월 1일 SBS 신년특집 《잉꼬부부 재치부부》
- 2006년 3월 19일 KBS 《비타민》
- 2006년 6월 11일 KBS 《체험 삶의 현장》
- 2006년 9월 16일 KBS 《가족오락관》
- 2007년 3월 24일 SBS 《슈퍼바이킹》
- 2007년 1월 13일 KBS 《가족오락관》
- 2007년 11월 17일 KBS 《가족오락관》
- 2011년 12월 10일 KBS 《퀴즈 대한민국》
- 2012년 3월 18일 KBS 《출발 드림팀》
- 2013년 3월 15일 MBN 《엄지의 제왕》
- 2016년 3월 27일 KBS 《출발 드림팀》
- 2018년 1월 31일 MBC 《기분 좋은 날》
- 2018년 5월 22일 MBN 《엄지의 제왕》
- 2019년 6월 21일 MBC 《미스터리 음악쇼 복면가왕》

### 연기 및 기타
- 2005년 8월 23일 MBC 《논스톱5》
- 2005년 9월 2일 KBS 《부부클리닉 사랑과 전쟁》
- 2005년 10월 17일 MBC 《안녕! 프랜체스카》
- 2005년 11월 25일 MBC 《안녕! 프랜체스카》
- 2006년 7월 21일 KBS 《부부클리닉 사랑과 전쟁》
- 2016년 4월 6일 KBS 《셍로병사의 비밀》

## 수상
- 1994년 KBS 10대 가수상
- 1994년 MBC 7대 가수상
- 1989년 MBC 강변가요제 금상 수상

### 가요 프로그램 1위
| 연도   | 수상 내역 |
| ------ | --- |
| 1994년 | 마지막 승부 (총 5회) - 3월 23일 KBS 《가요톱텐》 1위 - 3월 30일 KBS 《가요톱텐》 1위 - 4월 6일 KBS 《가요톱텐》 1위 - 4월 13일 KBS 《가요톱텐》 1위 - 4월 20일 KBS 《가요톱텐》 1위 (5주 연속) (골든컵) |

## 같이 보기
- 옥슨
- 홍서범
- 진시몬
- 김범룡